# 双子座7号
双子座7号（Gemini VII）是双子座计划中的第四次载人飞行任务，也是美国的第十二次太空任务（包括飞行高度超过100千米的任务）。

## 任务成员
- 弗兰克·博尔曼（Frank Borman），指令飞行员
- 詹姆斯·洛威尔（James Lovell），飞行员

### 替补成员
替补成员同样接受任务训练，在主力成员因各种原因无法执行任务时接替。
- 爱德华·怀特（Edward White，曾执行双子座4号以及阿波罗1号任务），指令飞行员
- 迈克尔·科林斯（Michael Collins），飞行员